# Porites lobata
Espèce
Statut de conservation UICN

 NT  : Quasi menacé
Statut CITES
Porites lobata est une espèce de cnidaires appartenant à la famille des Poritidés.

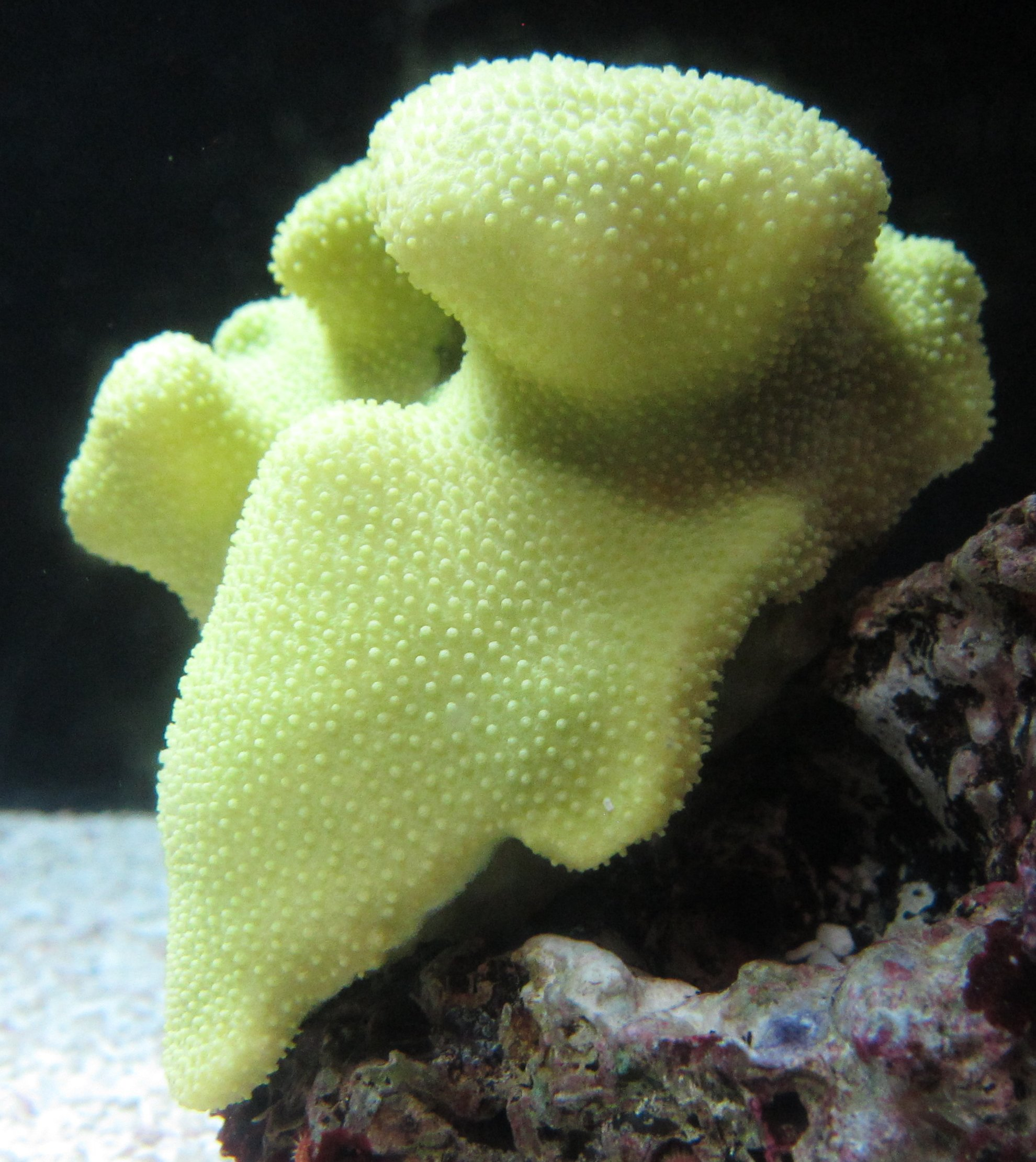
Porites lobata en aquarium.
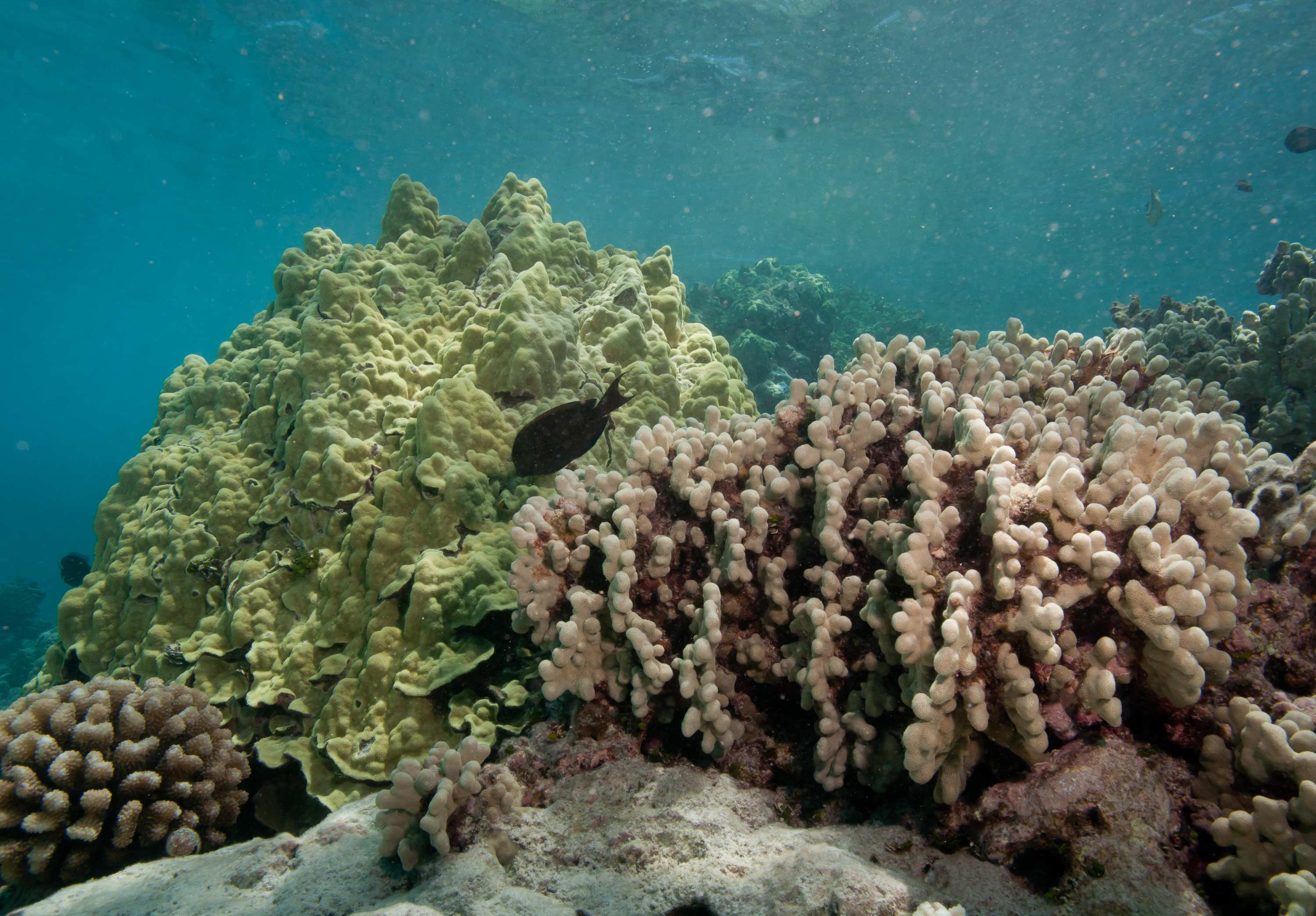
Porites lobata (jaune) à Hawaii.
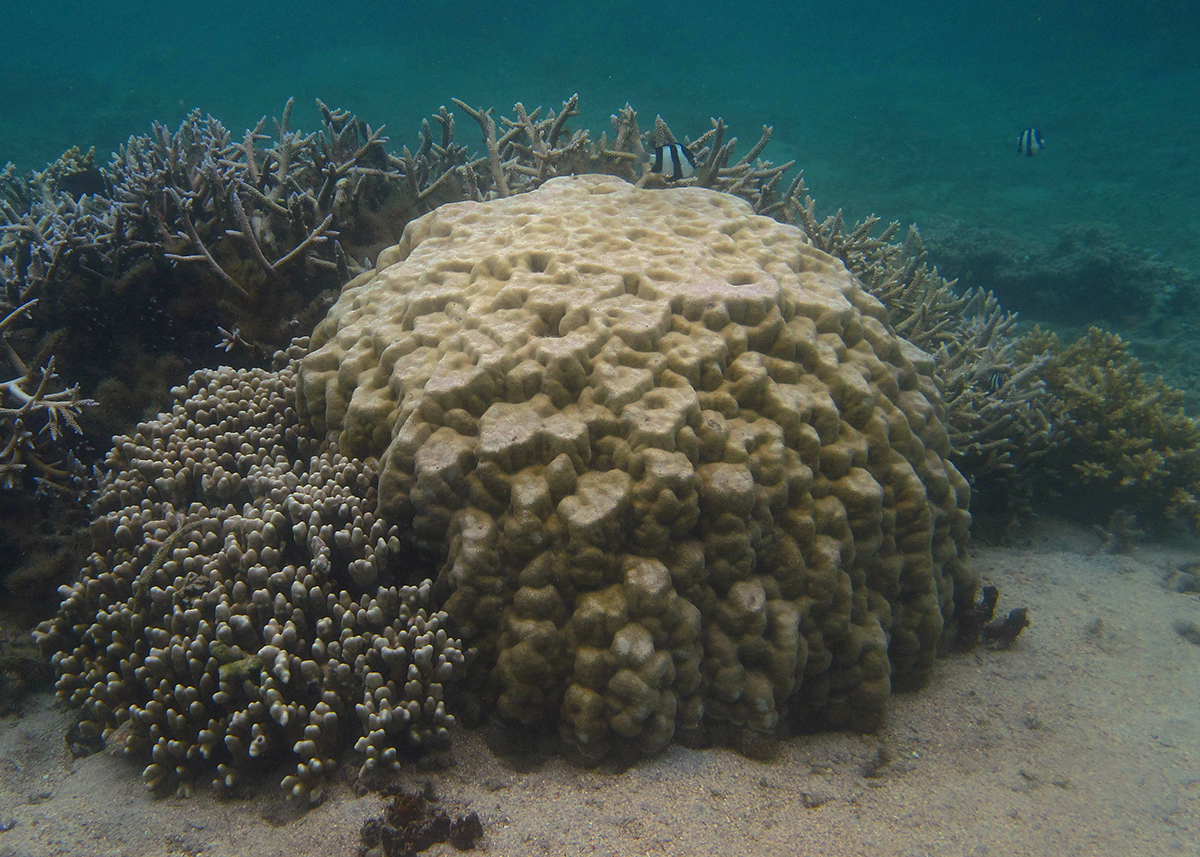
A la Réunion.